# SpywareBlaster
SpywareBlaster est un anti-logiciel espion (anti-spyware) développé pour le système d'exploitation Windows par l'éditeur de logiciels Javacool Software LLC, fondé en 2002, devenu BrightFort LLC et basé à Pittsburgh aux États-Unis.
Il est gratuit pour des usages non-commerciaux. 
Ce logiciel permet d'empêcher l'installation de logiciels espions et de publiciels dans Internet Explorer via des ActiveX lors de navigation sur le web avec ce navigateur web et ce sans avoir besoin de rester en tâche de fond. Pour cela, il empêche via la base de registre, l'installation de nombreux ActiveX étant des logiciels espions (technique du « kill bit » aussi nommé vaccination). Ce logiciel permet aussi de bloquer des cookies malicieux dans Mozilla, Mozilla Firefox et Internet Explorer. Il bloque aussi l'accès à des sites malveillants. Son utilisation relève surtout de la prévention.